# Vieska (powiat Veľký Krtíš)
Vieska – wieś (obec) na Słowacji położona w kraju bańskobystrzyckim, w powiecie Veľký Krtíš. Pierwsze wzmianki o miejscowości pochodzą z 1447 roku.
Według danych z dnia 31 grudnia 2012 roku, wieś zamieszkiwały 223 osoby, w tym 104 kobiety i 119 mężczyzn.
W 2001 roku rozkład populacji względem narodowości i przynależności etnicznej wyglądał następująco:
- Słowacy – 95,69%
- Romowie – 1,44%
- Węgrzy – 1,44%

Ze względu na wyznawaną religię struktura mieszkańców kształtowała się w 2001 roku następująco:
- Katolicy rzymscy – 65,07%
- Ewangelicy – 27,75%
- Ateiści – 5,26%
- Nie podano – 1,91%